# Targa Florio 1960
Navigation
Édition précédente Édition suivante
La Targa Florio 1960 (44° Targa Florio) disputée le 8 mai 1960 en Sicile, est la quarante-quatrième édition de cette épreuve et la troisième manche du Championnat du monde des voitures de sport 1960.

## Course

### Classement de la course
Classement à l'issue de la course (vainqueurs de catégorie en gras) :
| Pos. | N°  | Classe | Pilote                           | Pilote                 | Écurie                     | Châssis                                   | Tours             | Abandon                        |
| ---- | --- | ------ | -------------------------------- | ---------------------- | -------------------------- | ----------------------------------------- | ----------------- | ------------------------------ |
| 1    | 184 | S2.0   | Jo Bonnier                       | Hans Herrmann          | Porsche KG                 | Porsche 718 RS 60                         | 7 h 33 min 08 s 2 |                                |
| 2    | 194 | S3.0   | Wolfgang von Trips               | Phil Hill              | Scuderia Ferrari           | Ferrari Dino 246 S                        | 7 h 39 min 11 s 0 |                                |
| 3    | 176 | S2.0   | Olivier Gendebien                | Hans Herrmann          | Porsche KG                 | Porsche 718 RS 60                         | 7 h 41 min 46 s 0 |                                |
| 4    | 198 | S3.0   | Willy Mairesse Giulio Cabianca   | Ludovico Scarfiotti    | Scuderia Ferrari           | Ferrari Dino 246 S                        | 7 h 44 min 49 s 0 |                                |
| 5    | 160 | S1.6   | Edgar Barth                      | Graham Hill            | Porsche KG                 | Porsche 718 RS 60                         | 7 h 59 min 11 s 6 |                                |
| 6    | 116 | GT2.5  | Paul-Ernst Strähle Herbert Linge | Dieter Lissmann        | Paul-Ernst Strähle         | Porsche 356B Carrera Abarth GTL           | 8 h 10 min 06 s 2 |                                |
| 7    | 172 | S2.0   | Ricardo Rodríguez                | Pedro Rodríguez        | North American Racing Team | Ferrari Dino 196 S                        | 8 h 16 min 52 s 0 |                                |
| 8    | 120 | GT2.5  | Herbert Linge Paul-Ernst Strähle | Dieter Lissmann        | Paul-Ernst Strähle         | Porsche 356B Carrera                      | 8 h 19 min 54 s 2 |                                |
| 9    | 208 | S3.0   | Elio Lenza                       | Antonio Maglione       | Partenopea                 | Ferrari 250 GT SWB                        | 8 h 23 min 27 s 4 |                                |
| 10   | 134 | GT+2.5 | Edoardo Lualdi                   | Giorgio Scarlatti      | Scuderia Sant’Ambroeus     | Ferrari 250 GT LWB                        | 8 h 26 min 38 s 0 |                                |
| 11   | 74  | S1.15  | Ada Pace                         | Giancarlo Castellina   | Nineteen Racing Club       | Osca S1100                                | 8 h 27 min 27 s 0 |                                |
| 12   | 204 | S3.0   | Gerino Gerini                    | Salvatore La Pira      | Scuderia Serenissima       | Ferrari 250 GT SWB                        | 8 h 31 min 27 s 3 |                                |
| 13   | 50  | GT1.3  | Vincenzo Riolo                   | Alessandro Federico    | Monte Pellegrino           | Alfa Romeo Giulietta Sprint Speciale      | 8 h 37 min 33 s 4 |                                |
| 14   | 42  | GT1.3  | Baldassare Taormina              | “Saica”                | Baldassare Taormina        | Alfa Romeo Giulietta Sprint Veloce Zagato | 8 h 43 min 31 s 2 |                                |
| 15   | 156 | S1.6   | Gianni Brichetti                 | Corrado Manfredini     | Madunina                   | Osca S1500                                | 8 h 45 min 54 s 0 |                                |
| 16   | 14  | GT1.15 | Gérard Laureau                   | Bernard Cahier         | Gérard Laureau             | D.B. HBR Panhard Coupé                    | 8 h 51 min 32 s 0 |                                |
| 17   | 152 | S1.6   | Francisco Siracusa               | Anna Maria Peduzzi     | Aspromonte                 | Osca F2/S 1500                            | 8 h 52 min 23 s 0 |                                |
| 18   | 206 | S3.0   | Pietro Ferraro                   | Armando Zampiero       | San Marco                  | Ferrari 250 GT SWB                        | 8 h 54 min 07 s 0 |                                |
| 19   | 60  | GT1.3  | Massimo Leto di Priolo           | Ottavio Prandoni       | Scuderia Ambrosiana        | Alfa Romeo Giulietta Sprint Zagato        | 8 h 54 min 11 s 0 |                                |
| 20   | 48  | GT1.3  | Vito Coco                        | Vito Sabbia            | Scuderia Etna              | Alfa Romeo Giulietta Sprint Veloce        | 8 h 54 min 41 s 0 |                                |
| 21   | 118 | GT2.5  | Luigi Mosca                      | Giuseppe Cucchiarelli  | Montegrappa                | Fiat 8V Zagato                            | 10                |                                |
| 22   | 92  | GT2.5  | Lloyd Casner                     | Nino Todaro            | Camoradi USA               | Porsche 356B 1600                         | 10                |                                |
| 23   | 36  | GT1.3  | Pietro Laureati                  | Giorgio Scarlatti      | Scuderia Sant’Ambroeus     | Alfa Romeo Giulietta Sprint Veloce Zagato | 10                |                                |
| 24   | 84  | S1.15  | Attilio Brandi                   | Ilfo Minzoni           | Scuderia Settecolli        | Osca S1100 S273                           | 10                |                                |
| 25   | 34  | GT1.3  | Emanuele                         | “Aldebaran”            | La Clessidra               | Alfa Romeo Giulietta Sprint Veloce        | 10                |                                |
| 26   | 56  | GT1.3  | Giulio Pernice                   | Salvatore Russo        | Scuderia Etna              | Alfa Romeo Giulietta Spider               | 10                |                                |
| 27   | 180 | S2.0   | Franco Pisano                    | Salvatore Sirchia      | Monte Pellegrino           | Maserati 200S I                           | 10                |                                |
| 28   | 54  | GT1.3  | Silvio Mandato                   | Giuseppe Ruggero       | Partenopea                 | Alfa Romeo Giulietta Sprint Veloce        | 10                |                                |
| Nc.  | 108 | GT2.5  | Sergio Mantia                    | Giuseppe D’Amico       | Monte Pellegrino           | Alfa Romeo 2500                           | 10                |                                |
| Nc.  | 106 | GT2.5  | Aldo Mancini                     | Rosario Buondonno      | Aldo Mancini               | Alfa Romeo 2500                           | 10                |                                |
| Nc.  | 114 | GT2.5  | Ovidio Capelli                   | Ottavio Prandoni       | Ovidio Capelli             | Fiat 1500 Cabriolet                       | 10                |                                |
| Nc.  | 32  | GT1.3  | Fernando Natella                 | Raffaele Fiordelisi    | Scuderia Settecolli        | Alfa Romeo Giulietta Sprint Veloce Zagato | 10                |                                |
| Nc.  | 16  | GT1.15 | Casare Largaioli                 | Teboro Zeccoli         | Scuderia Castellotti       | Lancia Appia GTZ                          | 10                |                                |
| Nc.  | 40  | GT2.5  | Marco Vannucci                   | Gian Carlo Carfi       | Scuderia Etna              | Lancia Aurelia B20                        | 10                |                                |
| Nc.  | 24  | S850   | Francesco Soldano                | Giuseppe Ramirez       | Monte Pellegrino           | Fiat-Abarth 750 Sport                     | 10                |                                |
| Nc.  | 26  | S850   | Guido Garufi                     | Franco Tagliavia       | Guido Garufi               | Fiat-Abarth 850 Zagato                    | 10                |                                |
| Nc.  | 12  | GT1.15 | Francesco Fiorentino             | Gregorio Rizzotti      | San Rizzo                  | Lancia Appia GTZ                          | 10                |                                |
| Abd. | 96  | GT2.5  | Antonio Diomaiuta                | Giancarlo Presciutti   | Montegrappa                | Fiat 8V Zagato                            | 8                 | ?                              |
| Abd. | 104 | GT2.5  | Francesco di Benedetto           | Francesco Mentesana    | Balarm                     | Alfa Romeo 1900 Super Sprint Zagato       | 8                 | ?                              |
| Abd. | 44  | GT1.3  | “Kim”                            | Alfonso Thiele         | Scuderia Sant’Ambroeus     | Alfa Romeo Giulietta Sprint Zagato        | 7                 | ?                              |
| Abd. | 82  | S1.15  | Domenico Rotolo                  | Gaspere Cavaliere      | Monte Pellegrino           | Osca MT4 1100                             | 7                 | ?                              |
| Abd. | 112 | GT2.5  | Guido Perrella                   | Antonio Covino         | Guido Perrella             | Alfa Romeo 1900 Super Sprint Touring      | 7                 | ?                              |
| Abd. | 200 | S3.0   | Umberto Maglioli                 | Nino Vaccarella        | Camoradi USA               | Maserati Tipo 61                          | 7                 | Réservoir                      |
| Abd. | 62  | GT1.3  | Emanuele Trapani                 | Guercia                | Balarm                     | Alfa Romeo Giulietta Sprint Speciale      | 6                 | ?                              |
| Abd. | 102 | GT2.5  | Renato Monaci                    | Forlanini              | Partenopea                 | Lancia Aurelia B20                        | 6                 | ?                              |
| Abd. | 110 | GT2.5  | Huschke von Hanstein             | Antonio Pucci          | Porsche KG                 | Porsche 356B Carrera Reutter              | 6                 | Accident et fuite de carburant |
| Abd. | 188 | S2.0   | Colin Davis                      | Raffaele Cammarota     | Scuderia Serenissima       | Cooper-Maserati T49 Monaco                | 6                 | Réservoir cassé                |
| Abd. | 192 | S3.0   | Domenico Tramontana              | Giuseppe Alotta        | Partenopea                 | Ferrari 250 GT SWB                        | 6                 | ?                              |
| Abd. | 46  | GT1.3  | Antonio Picone                   | Antonio di Salvo       | Monte Pellegrino           | Alfa Romeo Giulietta Sprint Speciale      | 5                 | ?                              |
| Abd. | 154 | S1.6   | Giovani Giordano                 | Gaetano Starrabba      | Scuderia Serenissima       | Osca MT4                                  | 5                 | ?                              |
| Abd. | 202 | S3.0   | Cliff Allison                    | Richie Ginther         | Scuderia Ferrari           | Ferrari 250 TR 59/60                      | 5                 | Accident                       |
| Abd. | 38  | GT1.3  | Dario Sepe                       | Sergio Bettoja         | Partenopea                 | Alfa Romeo Giulietta Sprint Zagato        | 4                 | ?                              |
| Abd. | 76  | S1.15  | Mario Raimondo                   | Salvatore Calascibetta | Balarm                     | Osca MT4 1100                             | 4                 | ?                              |
| Abd. | 4   | GT850  | Roberto Bonomi                   | Cavalieri              | Monte Pellegrino           | Fiat-Abarth 750 Zagato                    | 3                 | ?                              |
| Abd. | 22  | S750   | Gaetano Spampinato               | Giuseppe Matera        | Scuderia Etna              | Fiat-Abarth 750 Sport Spampinato          | 3                 | ?                              |
| Abd. | 94  | GT2.5  | Bartolomeo Donato                | Giuseppe Pizzo         | Balarm                     | Lancia Aurelia B20                        | 3                 | ?                              |
| Abd. | 64  | GT1.3  | Sergio Bettoja                   | “Sagittario”           | Scuderia Sant’Ambroeus     | Alfa Romeo Giulietta Sprint Speciale      | 2                 | ?                              |
| Abd. | 72  | S1.15  | Francesco de Leonibus            | Gino Munaron           | Virgilio Conrero           | Conrero-Alfa Romeo 1150                   | 2                 | ?                              |
| Abd. | 80  | S1.15  | Umberto Bini                     | Hans Bauer             | Scuderia Sant' Ambroeus    | did not finish                            |                   |                                |
| Abd. | 124 | GT2.5  | Rosario Montalbano               | Gaspere Bologna        | Monte Pellegrino           | Fiat 8V                                   | 2                 | ?                              |
| Abd. | 8   | GT850  | Michele Paratore                 | Benedetto Manasseri    | Trinacria                  | Fiat-Abarth 750 Goccia Vignale            | 1                 | ?                              |
| Abd. | 40  | GT1.3  | Giuseppe Grasso                  | Vito Sabbia            | Scuderia Etna              | Alfa Romeo Giulietta Sprint               | 1                 | ?                              |
| Abd. | 58  | GT1.3  | Paolo Samona                     | “Dracula”              | Partenopea                 | Alfa Romeo Giulietta Sprint Veloce Zagato | 1                 | ?                              |
| Abd. | 78  | S1.15  | Giovanni Napoli                  | Angelo Marino          | Monte Pellegrino           | Ermini-Fiat 1100                          | 1                 | ?                              |
| Abd. | 162 | S1.6   | George Bauer                     | Carroll Smith          | Vincenzo Arena             | Osca S1500                                | 1                 | Accident                       |
| Abd. | 178 | S2.0   | Odoardo Govoni                   | Mennato Boffa          | Luigi Bellucci             | Maserati Tipo 60                          | 1                 | Embrayage                      |
| Abd. | 186 | S2.0   | Mennato Boffa                    | Adolfo Tedeschi        | Luigi Bellucci             | WRE-Maserati                              | 1                 | ?                              |
| Abd. | 122 | GT2.5  | Alfonso Vella                    | Pietro Termini         | Monte Pellegrino           | Fiat 8V                                   | 0                 | ?                              |
| Abd. | 158 | S1.6   | Raffaele Fiordelisi              | Bartolomeo Donato      | Settecolli                 | Alfa Romeo Speciale 1500                  | 0                 | ?                              |
| Np.  | 6   | GT850  | Michele Perillo                  | Angelo Ambrogio        | Madunina                   | Fiat-Abarth 750                           |                   | ?                              |
| Np.  | 52  | GT1.3  | Aldo Tine                        | Matteo Sgarlata        | Aretusa                    | Alfa Romeo Giulietta Sprint               |                   | ?                              |
| Np.  | 100 | GT2.5  | Manlio Santuccio                 | Matteo Sgarlata        | Aretusa                    | Fiat 8V                                   |                   | ?                              |
| Np.  | 132 | GT3.0  | Casimiro Toselli                 | Nino Todaro            | Scuderia Sant’Ambroeus     | Ferrari 250 GT LWB                        |                   | ?                              |
| Np.  | 138 | GT3.0  | Giuseppe Allotta                 | Giorgio Scarlatti      | Partenopea                 | Ferrai 250 GT California LWB              |                   | ?                              |
| Np.  | 182 | S2.0   | Luigi Bellucci                   | Vincenzo Sorrentino    | Luigi Bellucci             | WRE-Maserati                              |                   | ?                              |
| Np.  | 196 | S3.0   | Cliff Allison                    | Phil Hill              | Scuderia Ferrari           | Ferrari 250 TR 59/60                      |                   | Crevaison et accident          |
| Np.  | T   | S3.0   | Paul Frère                       |                        | Scuderia Ferrari           | Ferrari 250 TR                            |                   | ?                              |